# Wohnhaus Landeshäuser Straße 10

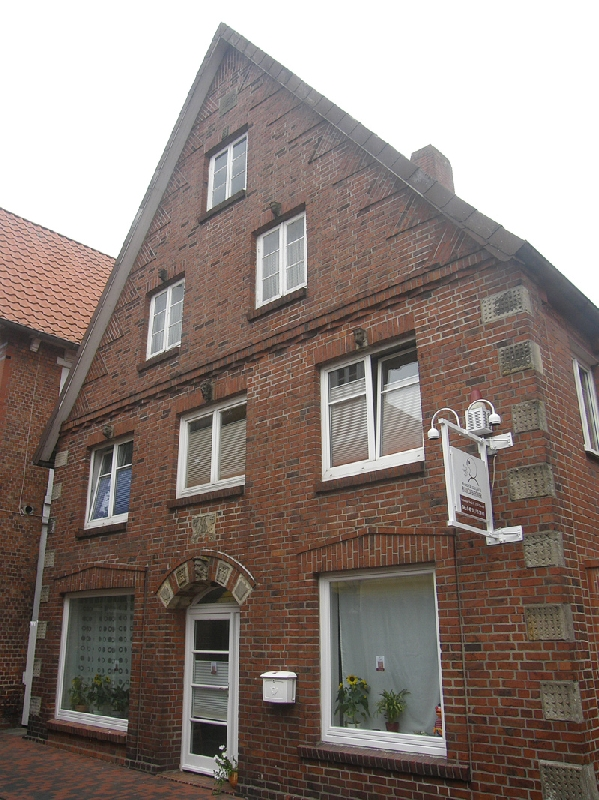
Südfassade (2009)

Das Wohnhaus Landeshäuser Straße 10 in der niedersächsischen Samtgemeinde Land Hadeln, Gemeinde Otterndorf im Landkreis Cuxhaven, stammt vom Ende des 17. Jahrhunderts. Aktuell (2024) wird es als Wohn- und Geschäftshaus genutzt.
Das Gebäude steht unter Denkmalschutz (siehe auch Liste der Baudenkmale in Otterndorf).

## Geschichte und Beschreibung
Otterndorf war der Hauptort des Landes Hadeln. 1400 erhielt er von Herzog Erich von Sachsen-Lauenburg das Stadtrecht. Die Landeshäuser Straße bildet eine Stadterweiterung des 17. Jahrhunderts nördlich der Haupterschließung von Marktstraße, Rathausplatz und Kirchplatz mit giebelständigen Häusern.
Das zweigeschossige giebelständige Gebäude in Fachwerk mit Steinausfachungen und geschossweise abgezimmertem Gerüst sowie mit ziegelgedecktem Satteldach wurde 1697 (Inschrift) gebaut. 1928 wurde die Straßenfassade massiv in Backstein umgestaltet unter Verwendung von Kerbschnittsteinen und Sandsteinschmuck an den Ecken sowie einem geschossteilenden vorspringenden Steingesims. Einige Fenster erhielten im Sturz mittige dekorative Figuren. Es wurde zum Wohn- und Geschäftshaus umgebaut, mit Schaufenstern im Erdgeschoss. Der rückseitige Fachwerkgiebel erhielt im oberen Dreieck eine regionaltypische senkrechte Verbretterung.